# Phyllis Bird
Phyllis Ann Bird (1934) è una biblista e docente statunitense ordinata nel clero della United Methidist Church.
Aderente al movimento femminista, è stata membro del comitato di traduzione della New Revised Standard Version, un'edizione critica della Bibbia in lingua inglese che fu pubblicata nel 1989.
Ha insegnato studi biblici del Pontificio Istituto Biblico. e interpretazione del Nuovo Testamento al Seminario Teologico Evangelico "Eliza Garrett" di Evanston nell'Illinois.